# Association sportive Tigresses
L'AS Tigresses est un club de football féminin haïtien fondé en 1972 par Yves Jean-Bart et basé à Port-au-Prince.

## Histoire
Le club est fondé le 1er février 1972 par Yves Jean-Bart. Elles ont comme premier entraîneur Frank Civil et atteignent les demi-finales pour leur premier tournoi national, avant de remporter le deuxième.
En 1988, alors que le championnat reprend après plusieurs années de troubles politiques, l'AS Tigresses perd en finale face aux Hirondelles des Cayes.
L'AS Tigresses remporte le titre en 2015, terminant la saison invaincu après une victoire 4-1 en finale face à Aigle Brillant. Le club récidive l'année suivante en battant l'Anacona SC 5-1 en finale de la série d'ouverture et poursuit sa domination en 2017 avec une nouvelle victoire (3-1) face à l'Anacona SC.
En 2018, l'AS Tigresses remporte la première édition de la nouvelle version du championnat haïtien, la Coupe du Parlement, en battant l'Anacona SC 5-2.
L'AS Tigresses perd en finale du championnat en 2021 face à l'EXAFOOT (2-1).

## Palmarès
| Compétitions nationales |
| --- |
| Championnat d'Haïti : - Vainqueur : 2001, 2005, 2006, 2007, 2013, 2014, 2015, 2016, 2017, 2018 (au minimum) - Finaliste : 1988, 2021 (au minimum) |

## Personnalités notables

### Anciennes joueuses
- Fiorda Charles
- Wisline Dolcé
- Batcheba Louis
- Nérilia Mondésir
- Roseline Éloissaint
- Melchie Dumornay
- Tabita Joseph

## Autres sections
Une section masculine de football est créée en 1975, mais ne parvient jamais à jouer les premiers rôles. La section féminine de volley, elle, remporte de nombreux titres nationaux.